# Rybinka (obwód wołgogradzki)
Rybinka (ros. Рыбинка) – wieś w Rosji, w obwodzie wołgogradzkim, w rejonie olchowskim. W 2010 liczyła 700 mieszkańców.